# 沃德讷格尔
沃德讷格尔（羅馬化：Vaḍanagara）是印度古吉拉特邦默黑萨纳县的一个城镇。总27,790（2011年）。沃德訥格爾是現任印度總理納倫德拉·莫迪的故鄉。

## 人口
2011年人口27,790人，其中男性12733人，女性12308人；0—6岁人口3323人，其中男1808人，女1515人。